# Giennadij Kowalow (bokser)
Giennadij Giennadiejewicz Kowalow (ros. Геннадий Геннадиевич Ковалёв; ur. 17 maja 1983) – rosyjski bokser amatorski. Mistrz Europy (2004) i wicemistrz świata (2003) w wadze koguciej (54 kg) oraz wicemistrz świata (2007) w wadze lekkopółśredniej (64 kg).

## Sportowa kariera
Boks trenuje od 12 roku życia. W 2001 roku został mistrzem Rosji i Europy juniorów w wadze koguciej (54 kg). W 2002 roku, w wieku 19 lat, został włączony do narodowej kadry seniorów. W tym samym roku został mistrzem Rosji oraz wicemistrzem Europy w wadze koguciej.
W 2003 roku obronił tytuł mistrza Rosji i w swoim debiucie na mistrzostwach świata w Bangkoku zdobył srebrny medal, przegrywając jedynie z Azerem Ağasım Məmmədovem.
W lutym 2004 roku został w chorwackiej Puli mistrzem Europy, pokonując w finale na punkty reprezentanta Francji Alego Hallaba (52:28). Sześć miesięcy później wystąpił na turnieju olimpijskim w Atenach. Odpadł w ćwierćfinale, przegrawszy na punkty z późniejszym złotym medalistą, Guillermo Rigondeaux (5:20).
Po igrzyskach, mając problemy z ustawicznym zbijaniem wagi, zdecydował się przejść o dwie kategorie wyżej – do lekkopółśredniej (64 kg). W 2005 roku – pod nieobecność najlepszego dotychczas rosyjskiego pięściarza w tej wadze, Aleksandra Maletina – został mistrzem Rosji. Sukces ten powtórzył rok później, jednak nie pojechał na mistrzostwa Europy w Płowdiwie z powodu kontuzji nosa.
W 2007 roku pokonał w finale mistrzostw Rosji Maletina (37:21), zdobywając trzeci z rzędu czempionat kraju. Walkę tę określił potem jako najcięższą w całej swojej karierze. Na mistrzostwach świata w Chicago zdobył srebrny medal, ustępując Kazachowi Serikowi Sapijewowi.
W 2008 roku w Pekinie, w swoim drugim starcie olimpijskim, ponownie dotarł jedynie do ćwierćfinału, przegrywając z Kubańczykiem Ronielem Iglesiasem (2:5). Po tej porażce postanowił zawiesić karierę. Wznowił ją we wrześniu 2009 roku, gdy wygrał wszech-rosyjski turniej w Wołgogradzie. Dwa miesiące później podczas mistrzostw Rosji został jednak wyeliminowany już w 1/8 finału. Na tym samym etapie odpadł w roku następnym.